# Исчезнувшие сёла (Первомайский район)

## Сёла, включённые в состав других населённых пунктов
За всё время на территории района зафиксировано лишь одно, отражённое в документах слияние населённых пунктов: в период с 1954 по 1968 годы Столбцы присоединили к селу Мельничное.

## Сёла, исчезнувшие до 1926 года
Наиболее ранний доступный перечень поселений на территории современного района — Ведомости о всех селениях… Перекопского и Евпаторийского уездов 1805 и 1806 годов. В последующем деревни фиксировались на военно-топографических картах 1817, 1842 и 1865—1876 годов, в «Ведомости о казённых волостях Таврической губернии 1829 года», а также в Памятных книжках (по результатам ревизий) 1864, 1889, 1892, 1900 и 1915 годов. Особняком стоит «Памятная книжка Таврической губернии за 1867 год» в которой перечислены только полностью опустевшие деревни, покинутые жителями в результате массовой эмиграции крымских татар 1860—1866 годов (после Крымской войны 1853—1856 годов). Здесь перечислены деревни, записанные в каком либо из указанных документов и прекратившие существование ко времени переписи 1926 года.
| Сёла, исчезнувшие до 1926 года | Сёла, исчезнувшие до 1926 года  | Сёла, исчезнувшие до 1926 года | Сёла, исчезнувшие до 1926 года | Сёла, исчезнувшие до 1926 года |
| Село                           | Координаты                      | Местоположение (сельсовет)     | Годы упразднения               |                                |
| ------------------------------ | ------------------------------- | ------------------------------ | ------------------------------ | ------------------------------ |
| Девлет-Гельды                  | 45°30′30″ с. ш. 33°53′40″ в. д. |                                | с 1842 по 1865 год             |                                |
| Ени-Али-Кеч                    | 45°34′10″ с. ш. 33°39′35″ в. д. |                                | с 1900 по 1915 год             |                                |
| Кара-Отар                      | 45°38′10″ с. ш. 33°44′05″ в. д. |                                | с 1915 по 1926 год             |                                |
| Келечи                         | 45°45′25″ с. ш. 33°55′55″ в. д. |                                | с 1915 по 1926 год             |                                |
| Кучук-Аджи-Атман               | 45°30′00″ с. ш. 33°46′30″ в. д. |                                | с 1900 по 1915 год             |                                |
| Кучук-Бузав                    | 45°29′50″ с. ш. 33°40′25″ в. д. |                                | с 1900 по 1915 год             |                                |
| Кучук-Бурчи                    | 45°26′30″ с. ш. 34°01′30″ в. д. |                                | с 1842 по 1867 год             |                                |
| Отар                           | 45°34′20″ с. ш. 33°40′45″ в. д. |                                | с 1805 по 1842 год             |                                |
| Сырт-Джайлак                   | 45°42′00″ с. ш. 33°56′20″ в. д. |                                | с 1842 по 1867 год             |                                |

Перечисленные ниже сёла встречаются лишь в одном-двух исторических документах и сведений о них не достаточно для создания полноценной статьи.
- Суэрек — встречается в «…Памятной книжке Таврической губернии на 1892 год», как деревня Биюк-Асской волости с 4 жителями в 1 домохозяйстве, в «…Памятной книжке… на 1900 год» — в Коджанбакской волости с 10 жителями в 1 дворе и в Статистическом справочнике… 1915 года, согласно которому в деревне Суэрек Коджамбакской волости Евпаторийского уезда числилось 2 двора с татарским населением в количестве 10 человек приписных жителей и 21 — «посторонний»[2].
- Тани — 45°41′40″ с. ш. 33°38′20″ в. д.HGЯO. Находилась примерно в 1 километре юго-западнее села Крыловка; упоминается в Камеральном Описании… в составе Мангытского кадылыка Козловского[3]. Видимо, покинута жителями при присоединении Крыма к России, встречается, как развалины, на картах 1842[4] и 1865—1876 годов[5].
- Шуйлы-Орка (также Айорка) — 45°40′55″ с. ш. 33°53′30″ в. д.HGЯO. Видимо, опустевшая после присоединения Крыма к России деревня. Располагалась примерно в полукилометре южнее Пшеничного. Упоминается в Камеральном Описании… в составе Четырлык кадылыка Перекопского каймаканства[3], в учётно-статистических документах среди жилых не значится. На карте 1817 года обозначена как Айорка, без указания числа дворов[6] и на карте 1842 года, как Шуйлы-Орка условным знаком «малая деревня», то есть, менее 5 дворов[7]. В дальнейшем не встречается.

## Сёла, исчезнувшие с 1926 по 1948 год
В данном списке представлены сёла, фигурирующие в «Списке населённых пунктов Крымской АССР по Всесоюзной переписи 17 декабря 1926 г» и не встречающиеся в послевоенных документах. Подавляющее большинство этих сёл были уничтожены немецкими оккупантами в 1941-44 годах, либо опустели и были заброшены в результате депортации из Крыма крымских татар, армян, болгар, греков и немцев.
| Азгана-Кары         | 45°39′55″ с. ш. 33°41′15″ в. д. | До 1941 года            |
| Айкаул              | 45°34′35″ с. ш. 33°43′10″ в. д. | с 1942 года по 1948 год |
| Айкаул Вакуф        | 45°33′15″ с. ш. 33°43′10″ в. д. | с 1942 года по 1948 год |
| Андреевка           | 45°31′35″ с. ш. 33°52′10″ в. д. | До 1941 года            |
| Аргин               | 45°31′ с. ш. 33°57′ в. д.       | До 1948 года            |
| Бабасан-Найман      | 45°45′20″ с. ш. 34°03′05″ в. д. | До 1948 года            |
| Башбек (немецкий)   | 45°42′45″ с. ш. 33°43′35″ в. д. | До 1941 года            |
| Баясыт              | 45°40′25″ с. ш. 33°44′35″ в. д. | До 1942 года            |
| Баясыт Новый        | 45°40′50″ с. ш. 33°44′45″ в. д. | с 1942 года по 1948 год |
| Бешуй               | 45°39′40″ с. ш. 33°42′10″ в. д. | с 1941 года по 1948 год |
| Бигень              | 45°40′40″ с. ш. 33°47′05″ в. д. | с 1942 года по 1948 год |
| Биюк-Кудьяр         | 45°31′15″ с. ш. 33°58′40″ в. д. | с 1942 года по 1948 год |
| Боз-Гоз (эстонский) | 45°39′20″ с. ш. 34°03′00″ в. д. | с 1931 года по 1941 год |
| Боз-Джайчи          | 45°30′05″ с. ш. 33°32′55″ в. д. | с 1942 года по 1948 год |
| Бораш Новый         | 45°36′40″ с. ш. 33°56′25″ в. д. | с 1931 года по 1941 год |
| Бурнак Новый        | 45°28′25″ с. ш. 33°48′25″ в. д. | с 1941 года по 1942 год |
| Джавгачты           | 45°36′40″ с. ш. 33°48′40″ в. д. | До 1948 года            |
| Джайлак             | 45°40′55″ с. ш. 33°55′15″ в. д. | с 1941 года по 1948 год |
| Джанлар             | 45°27′05″ с. ш. 33°51′10″ в. д. | с 1942 года по 1948 год |
| Джума-Иляк          | 45°21′40″ с. ш. 33°59′40″ в. д. | с 1942 года по 1948 год |
| Ой-Джурчи           | 45°25′55″ с. ш. 34°02′45″ в. д. | с 1941 года по 1948 год |
| Ибраим-Конрат       | 45°37′30″ с. ш. 33°34′40″ в. д. | с 1942 года по 1948 год |
| Кара-Годжа          | 45°35′50″ с. ш. 33°51′50″ в. д. | с 1926 года по 1942 год |
| Кара-Годжав         | 45°27′50″ с. ш. 33°50′45″ в. д. | с 1942 года по 1948 год |
| Кирк-Чолпан         | 45°34′35″ с. ш. 33°34′25″ в. д. | с 1942 года по 1948 год |
| Кир-Мамшак          | 45°32′40″ с. ш. 33°54′10″ в. д. | с 1941 года по 1948 год |
| Когенлы Немецкий    | 45°43′35″ с. ш. 34°06′00″ в. д. | с 1941 года по 1948 год |
| Козлар              | 45°30′20″ с. ш. 33°51′45″ в. д. | с 1926 года по 1942 год |
| Конурбай            | 45°42′15″ с. ш. 33°01′00″ в. д. | до 1942 года            |
| Кудияр Новый        | 45°33′05″ с. ш. 33°57′45″ в. д. | с 1931 года по 1941 год |
| Кучук-Бораш         | 45°38′40″ с. ш. 33°55′29″ в. д. | с 1926 года по 1929 год |
| Мамут-Коджа         | 45°44′05″ с. ш. 33°58′25″ в. д. | с 1942 года по 1948 год |
| Мурзабек            | 45°34′30″ с. ш. 33°41′45″ в. д. | с 1942 года по 1948 год |
| Новый Урман         | 45°44′45″ с. ш. 33°47′10″ в. д. | с 1942 года по 1948 год |
| Ротер-Штерн         | 45°25′30″ с. ш. 33°45′45″ в. д. | с 1926 года по 1941 год |
| Седжеут             | 45°27′50″ с. ш. 33°55′25″ в. д. | с 1941 года по 1948 год |
| Улановка            | 45°32′55″ с. ш. 34°01′05″ в. д. | с 1926 года по 1941 год |
| Чолбаш-Джурчи       | 45°43′35″ с. ш. 33°48′15″ в. д. | с 1926 года по 1941 год |
| Шигим (казённый)    | 45°45′15″ с. ш. 33°48′04″ в. д. | с 1939 года по 1942 год |
| Шигим Татарский     | 45°46′15″ с. ш. 33°47′40″ в. д. | с 1939 года по 1942 год |
| Япунджа Новая       | 45°36′50″ с. ш. 33°53′00″ в. д. | с 1931 года по 1942 год |

### Малоупоминаемые населённые пункты
Кроме того, некоторые сёла, упомянутые в Списке населённых пунктов Крымской АССР по Всесоюзной переписи 17 декабря 1926 г. далее встречаются в 1, максимум 2 документах и проследить их историю пока не представляется возможным:
- Айкиш— встречается в Списке населённых пунктов Крымской АССР по Всесоюзной переписи 17 декабря 1926 года, согласно которому в селе  Акчоринского (русского) сельсовета Джанкойского района, числилось 4 двора, все крестьянские, население составляло 19 человек. В национальном отношении учтено: 3 украинцев, 1 русский, 3 армян, 12 записаны в графе «прочие»[9].
- Отрадное — 45°32′00″ с. ш. 33°51′45″ в. д.HGЯO хутор, находился примерно в 2,5 километрах севернее Войково[10]. Согласно Списку населённых пунктов Крымской АССР по Всесоюзной переписи 17 декабря 1926 года, на хуторе Отрадное, Акчоринского (русского) сельсовета Джанкойского района, числилось 5 дворов, население составляло 19 человек, из них 13 украинцев, 1 русский, 1 болгарин, 1 грек, 3 записаны в графе «прочие»[9].
- Чубаров — 45°40′10″ с. ш. 33°54′20″ в. д.HGЯO хутор, находился примерно в 2 километрах юго-восточнее села Пшеничное[11] — упоминается в Списке населённых пунктов Крымской АССР по Всесоюзной переписи 17 декабря 1926 года, согласно которому на хуторе Джурчинского сельсовета Джанкойского района, числилось 7 дворов, все крестьянские, население составляло 34 человека, из них 21 еврей, 5 ненцев, 2 русских, 6 записаны в графе «прочие»[9].
- Чурюк — 45°41′ с. ш. 33°43′ в. д.HGЯO встречается на километровой карте Генштаба 1941 года, примерно в 4 километрах к северо-западу от села Степное[12].
- Якшибай Новый[13] — встречается в Списке населённых пунктов Крымской АССР по Всесоюзной переписи 17 декабря 1926 года, согласно которому на хуторе Якшибай Новый Воинского сельсовета Джанкойского района, числилось 5 дворов, все крестьянские, население составляло 17 человек, из них 8 русских и 9 украинцев[9].

## Сёла, исчезнувшие после 1948 года
За начало данного списка взяты указы о переименованиях 1945 и 1948 годов, как с наиболее полными данными на послевоенный период. Сёла, исчезнувшие в этот период, стали жертвами проводившийся с конца 1950-х годов политики по укрупнению хозяйств и ликвидации «неперспективных» сёл с переселением их жителей в другие населённые пункты.
| Сёла, исчезнувшие после 1948 года | Сёла, исчезнувшие после 1948 года | Сёла, исчезнувшие после 1948 года | Сёла, исчезнувшие после 1948 года | Сёла, исчезнувшие после 1948 года |
| Село                              | Координаты                        | Старое название                   | Местоположение (сельсовет)        | Годы упразднения                  |
| --------------------------------- | --------------------------------- | --------------------------------- | --------------------------------- | --------------------------------- |
| Авроровка                         | 45°42′45″ с. ш. 34°43′35″ в. д.   | до 1948 года Башбек               | Калининский сельсовет             | с 1960 по 1968 годы               |
| Бара́новка                         | 45°33′ с. ш. 33°55′ в. д.         | до 1948 года Участок № 86         | Войковский сельсовет              | с 1960 по 1968 годы               |
| Бугристое                         | 45°33′50″ с. ш. 33°53′40″ в. д.   | до 1948 года Найдорф              | Войковский сельсовет              | с 1960 по 1968 годы               |
| Весеневка                         | 45°39′00″ с. ш. 34°02′35″ в. д.   | до 1948 года Бозгоз               | Октябрьский сельсовет             | с 1948 года по 1960 год           |
| Весёлое                           | 45°47′35″ с. ш. 33°48′25″ в. д.   | Правдовский сельсовет             |                                   | до 1960 года                      |
| Володарского                      | 45°33′40″ с. ш. 34°00′15″ в. д.   | ранее Землероб, уч. № 77          | —                                 | до 1954 года                      |
| Володино                          | 45°26′55″ с. ш. 33°44′15″ в. д.   | до 1948 года Старый Яшлав         | —                                 | до 1954 года                      |
| Грибоедово                        | 45°42′00″ с. ш. 33°45′40″ в. д.   | до 1948 года Шигай                | Калининский сельсовет             | с 1954 по 1960 годы               |
| Даниловка                         | 45°36′15″ с. ш. 34°58′40″ в. д.   | до 1948 года Сырт-Каракчора       | Гвардейский сельсовет             | с 1960 по 1968 годы               |
| Железновка                        | 45°37′33″ с. ш. 33°44′05″ в. д.   | до 1948 года Темир-Булат          | Кормовской сельсовет              | с 1960 по 1968 годы               |
| Западное                          | 45°41′55″ с. ш. 33°40′50″ в. д.   | до 1948 года Джелаир русский      | Гришинский сельсовет              | с 1948 по 1960 годы               |
| Знаменка                          | 45°44′15″ с. ш. 33°59′45″ в. д.   | до 1957 года Ворошилово           | Островский сельсовет              | с 1960 по 1968 годы               |
| Зубовка                           | 45°37′15″ с. ш. 33°36′20″ в. д.   | до 1948 года Расс-Болатчи         | Кормовской сельсовет              | с 1960 по 1968 годы               |
| Крапивное                         | 45°43′30″ с. ш. 34°03′00″ в. д.   | до 1948 года Когенлы-Кият         | Островский сельский совет         | с 1954 по 1960 годы               |
| Красная Равнина                   | 45°41′20″ с. ш. 34°00′05″ в. д.   | до 1948 года Куллар-Кипчак        | Октябрьский сельсовет             | с 1977 по 1985 годы               |
| Куликово                          | 45°29′35″ с. ш. 33°35′40″ в. д.   | до 1948 года Чинке                | Кормовской сельский совет         | с 1954 по 1968 годы               |
| Майское                           | 45°32′30″ с. ш. 33°51′20″ в. д.   | до 1948 года Майфельд             | Войковский сельсовет              | с 1948 по 1960 годы               |
| Максимовка                        | 45°44′55″ с. ш. 33°50′00″ в. д.   | до 1948 года Дюрмен               | Правдовский сельсовет             | с 1948 по 1960 годы               |
| Нагорное                          | 45°28′35″ с. ш. 33°52′15″ в. д.   | до 1948 года участок № 75         | Войковский сельсовет              | с 1948 по 1960 годы               |
| Николаевка                        | 45°27′15″ с. ш. 33°44′10″ в. д.   | до 1948 года Фрилинг              | Сусанинский сельский совет        | с 1960 по 1968 годы               |
| Пархоменко                        | 45°41′35″ с. ш. 33°41′05″ в. д.   | до 1948 года Джелаир              | Гришинский сельсовет              | с 1948 по 1960 годы               |
| Просторное                        | 45°26′40″ с. ш. 33°41′15″ в. д.   | до 1948 года Биюк-Кабань          | Сусанинский сельский совет        | с 1968 по 1977 годы               |
| Рылеево                           | 45°31′55″ с. ш. 33°48′15″ в. д.   | до 1948 года Тереклы-Китай        | Войковский сельсовет              | с 1948 по 1960 годы               |
| Решетниково                       | 45°43′25″ с. ш. 33°43′50″ в. д.   | до 1948 года Кучук-Китай          | Калининский сельсовет             | с 1948 по 1960 годы               |
| Сафроновка                        | 45°40′10″ с. ш. 33°49′10″ в. д.   | —                                 | Гришинский сельский совет         | с 1960 по 1968 годы               |
| Селезнёвка                        | 45°26′55″ с. ш. 33°47′15″ в. д.   | до 1945 года Старый Бурнак        | —                                 | до 1954 года                      |
| Семёновка                         | 45°44′20″ с. ш. 33°38′05″ в. д.   | до 1948 года Семен                | Степновский сельсовет             | с 1977 по 1985 годы               |
| Спокойный                         | 45°38′45″ с. ш. 34°00′00″ в. д.   | до 1948 года Бозгоз-Китай         | Октябрьский сельсовет             | с 1948 по 1960 годы               |
| Урожайное                         | 45°29′50″ с. ш. 33°40′25″ в. д.   | до 1948 года Бузав-Актачи         | Сусанинский сельский совет        | с 1977 по 1985 годы               |
| Холмистое                         | 45°39′35″ с. ш. 33°52′30″ в. д.   | до 1948 года Биюк-Бораш           | Гришинский сельский совет         | с 1948 по 1960 годы               |
| Хорошево                          | 45°45′00″ с. ш. 33°56′50″ в. д.   | до 1948 года Якшибай              | Островский сельский совет         | с 1960 по 1968 годы               |
| Широкое                           | 45°40′50″ с. ш. 33°51′00″ в. д.   | ранее Будённовка                  | Гришинский сельский совет         | с 1960 по 1968 годы               |
| Щедрино                           | 45°43′45″ с. ш. 34°01′25″ в. д.   | до 1948 года Акмечеть-Найман      | —                                 | до 1954 года                      |
| Южное                             | 45°26′50″ с. ш. 33°57′25″ в. д.   | до 1948 года Найман               | Войковский сельсовет              | с 1948 по 1960 годы               |

Несколько сёл, исчезнувших в районе, встречаются только в указе о переименовании 1948 года и в справочниках среди записей о ликвидации, иногда неизвестно даже их местоположение, за исключением принадлежности к сельсовету на момент упразднения.
- Кубань — 45°35′50″ с. ш. 33°39′55″ в. д.HGЯO хутор, располагавшийся примерно в 3 километрах севернее села Алексеевка[14]. Встречается в Списке населённых пунктов Крымской АССР по Всесоюзной переписи 17 декабря 1926 года, согласно которому на хуторе Кубань Айкаульского сельсовета Евпаторийского района числилось 4 двора, все крестьянские, население составляло 14 человек, из них 10 немцев, 1 русский, 3 записаны в графе «прочие»[9].
- Лебедянка — встречается только в сообщении о ликвидации в период с 1954 по 1960 годы, поскольку в «Справочнике административно-территориального деления Крымской области на 15 июня 1960 года» селение уже не значилось[15], согласно справочнику «Крымская область. Административно-территориальное деление на 1 января 1968 года» — как села Кормовского сельсовета[16].
- Ракушечное[17] 45°37′50″ с. ш. 33°58′00″ в. д.HGЯO — название присвоено указом 1948 года безымянному населённому пункту при карьере по разработке ракушечного камня, на 15 июня 1960 года село числилось в составе Октябрьского сельсовета[15]. Ликвидировано к 1968 году (согласно справочнику «Крымская область. Административно-территориальное деление на 1 января 1968 года» — в период с 1954 по 1968 годы как село Октябрьского сельсовета[16]).